# Anglars-Nozac
Anglars-Nozac ist eine französische Gemeinde mit 397 Einwohnern (Stand 1. Januar 2022) im Département Lot in der Region Okzitanien (vor 2016: Midi-Pyrénées). Die Gemeinde gehört zum Arrondissement Gourdon und zum Kanton Gourdon.
Der erste Namensteil der Gemeinde leitet sich vom lateinischen Wort angulus (deutsch Winkel, Ecke) ab. Dies könnte seinen Ursprung haben, dass die ersten Häuser auf dreieckigen Grundstücken gebaut wurden. Im Okzitanischen weist der Name auf ein Feld an der Ecke zweier kreuzender Wege hin. Der zweite Namensteil leitet sich vom früheren Namen Nautiacum (Villa des Nautius) ab.
Die Einwohner werden Nosacois und Nosacoises genannt.

## Geographie
Anglars-Nozac liegt circa sechs Kilometer nordnordöstlich von Gourdon in der historischen Provinz Quercy.
Umgeben wird Anglars-Nozac von den sieben Nachbargemeinden:
| Fajoles   | Rouffilhac                                  |                    |
| Milhac    | Kompassrose, die auf Nachbargemeinden zeigt | Payrac             |
| Payrignac | Gourdon                                     | Le Vigan-en-Quercy |

Anglars-Nozac liegt im Einzugsgebiet des Flusses Dordogne.
Der Tournefeuille, einer seiner Nebenflüsse, durchquert das Gebiet der Gemeinde. Ebenso wird Anglars-Nozac von der Melve, einem Nebenfluss der Marcillande und ihrem Nebenfluss, der Relinquière, bewässert.

## Geschichte
Im Jahre 1806 wurde die Gemeinde Rouffilhac eingegliedert, im Jahre 1875 wieder in die Eigenständigkeit entlassen. Das Zentrum der Gemeinde wurde im Jahre 1903 von Nozac nach Anglars verlagert und die Gemeinde änderte ihren Namen von Nozac nach Anglars-Nozac.

## Einwohnerentwicklung
Nach Beginn der Aufzeichnungen stieg die Einwohnerzahl bis zur Mitte des 19. Jahrhunderts auf einen Höchststand von rund 1290. In der Folgezeit sank die Größe der Gemeinde bei kurzen Erholungsphasen und vor allem wegen der Ausgliederung von Rouffilhac bis zu den 1970er Jahren auf rund 220 Einwohner. Nachfolgend setzte eine Phase mit moderatem Wachstum ein, die bis heute anhält.
| Jahr      | 1962 | 1968 | 1975 | 1982 | 1990 | 1999 | 2006 | 2011 | 2022 |
| --------- | ---- | ---- | ---- | ---- | ---- | ---- | ---- | ---- | ---- |
| Einwohner | 303  | 283  | 222  | 243  | 276  | 260  | 288  | 321  | 397  |

## Sehenswürdigkeiten

### PfarrkircheSaint-Pantaléon
Bischof Raymond de Pauchel vereinigte im Jahre 1309 die Pfarrgemeinde Notre-Dame von Nozac mit dem Kollegiat von Le Vigan. Die Apsis und ein Teil des Langhauses können aus dem Ende des 12. oder dem Beginn des 13. Jahrhunderts stammen. Eine erste Seitenkapelle wurde nördlich im 14. Jahrhundert angebaut. Die südliche Seitenkapelle ist nicht früher als in der zweiten Hälfte des 15. Jahrhunderts errichtet worden. Die Sakristei wurde im 18. oder im frühen 19. Jahrhundert an die Apsis und die nördliche Seitenkapelle angefügt. Der Glockenturm im Westen resultierte aus einer umfangreichen Restaurierung zu Beginn des 20. Jahrhunderts. Zur gleichen Zeit wurde das Langhaus teilweise neu gebaut. Renovierungen im Kircheninneren in der ersten Dekade des 20. Jahrhunderts legten unter anderem das Mauerwerk frei.
Die Kirche ist typisch für die Stilart der Spätromanik. Das ursprüngliche Mauerwerk der Apsis und eines Teils der nördlichen Wand des Langhauses sind mit Werkstein aus Kalkstein sorgfältig gebaut. Die Apsis mit einem geraden Joch und einem halbrunden Chor mit Kesselgewölbe erstreckt sich bis zur Höhe des Gesims. Dieses ruht auf Konsolen, die früher sichtbar bildhauerische bearbeitet waren. Er wurde mit einem polygonalen Teil oberhalb der Apsis erhöht. Der doppelte Bogen und der Triumphbogen mit doppelter Wölbung, die das Kirchenschiff vom Chor trennen, sind spitzbogenförmig. Daneben sind Reste von Pilastern zu erkennen, die von der ursprünglichen Baustufe stammen. Die beiden Kapellen sind bei verschiedenen Baumaßnahmen entstanden und unterscheiden sich in ihrer Größe und ihren Mauerwerken. Bei der nördlichen, älteren sind wiederverwendete Werksteine mit anderem Baumaterial vermischt. Die nördliche Wand wird außen von zwei Strebepfeilern verstärkt zwischen denen sich ein heute zugemauerter, spitzbogenförmiger Eingang befindet. Der Schlussstein des Kreuzrippengewölbes ist mit einem Vierpass verziert auf dem ein Wappenschild, ein Kreuz, die Sonne und der Mond zur erkennen sind. Der Kämpfer in der nordwestlichen Ecke ist mit einem bärtigen Kopf verziert. Das Mauerwerk der südlichen Seitenkapelle ist gleichmäßig und ebenfalls aus wiederverwendeten Werksteinen errichtet. Auch sie ist mit einem Kreuzrippengewölbe ausgestattet.

### Herrenhaus Nozac
Die Familie Nozac wurde im 13. Jahrhundert erstmals in den Schriften erwähnt. Eines ihrer Mitglieder, Guibert de Nozac, wurde Katharer. Das Anwesen war über mehrere Jahrhunderte hinweg im Besitz der Familie Vassal, Nachkommen von Rittern. Im Jahre 1468 wohnte Pierre de Vassal im Herrenhaus, von dem heute die alten Wände und ein Treppenturm mit einem gotischen Eingang noch zu sehen sind. Der Rest der ursprünglichen Bauelemente sind in Umarbeiten verloren gegangen. An der Südseite des Wohntrakts ist der Längspfosten eines Kreuzstockfensters im Mauerwerk verbaut zu erkennen. Das Herrenhaus befindet sich in Privatbesitz und ist der Öffentlichkeit nicht zugänglich.

## Wirtschaft und Infrastruktur

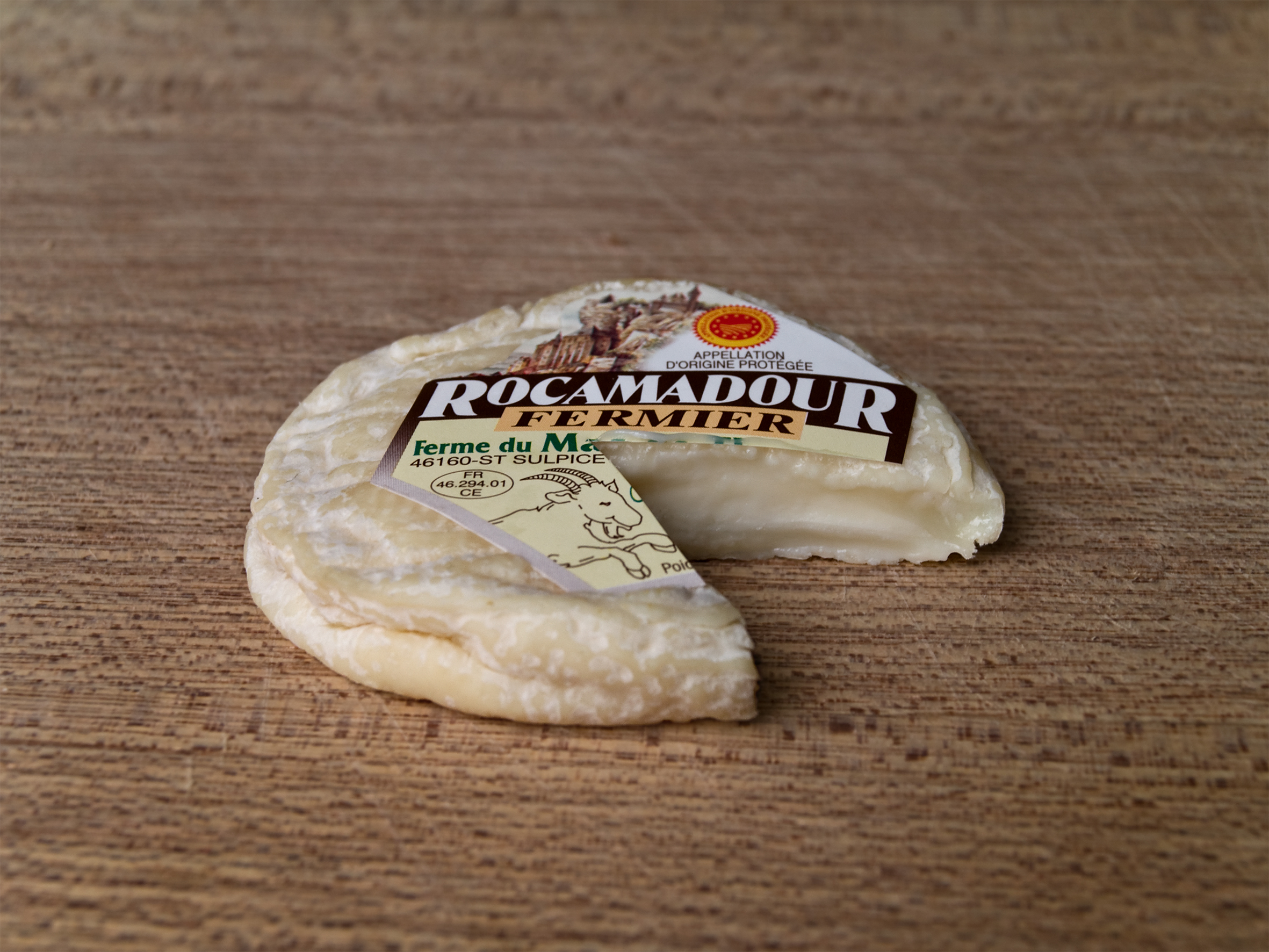
Rocamadour-Käse

Anglars-Nozac liegt in den Zonen AOC
- des Rocamadour, eines Käses aus Ziegenmilch,
- der Noix du Périgord, der Walnüsse des Périgord, und
- des Nussöls des Périgord.[8]

### Bildung
Die Gemeinde verfügt über eine öffentliche Grundschule mit 19 Schülerinnen und Schülern im Schuljahr 2018/2019.

### Verkehr
Anglars-Nozac ist erreichbar über die Routes départementales 12, 47, 128 und 129.
Eine Eisenbahnstrecke der SNCF durchquert das Gebiet der Gemeinde ohne Haltepunkt. Der am nächsten gelegene Bahnhof befindet sich in Gourdon, der von einer Linie des TER Occitanie, einer Regionalbahn der staatlichen SNCF, die die Strecke von Brive-la-Gaillarde nach Toulouse bedient, sowie von Intercités der SNCF angefahren wird, die Paris mit Toulouse verbinden.